# 线叶宿柱薹
线叶宿柱薹（学名：Carex fernaldiana）为莎草科薹草属下的一个种。

## 形态特征
根状茎短或具匍匐茎。秆丛生，高15-50厘米，纤细，扁三棱形，平滑或稍粗糙，基部叶鞘淡黄褐色至锈褐色，分裂成纤维状。叶短于或长于秆，宽2-4毫米，平张，边缘粗糙。苞片下部的叶状，上部的刚毛状，短于或等长于花序，具鞘，鞘长5-18毫米。小穗2-4个，远离，顶生小穗雄性，窄圆柱形，长1.5-2厘米；侧生小穗雌性，有的顶端具雄花，长圆状圆柱形或窄圆柱形，长1-3.5厘米，宽2-3毫米，花疏生；小穗柄内藏于苞鞘或稍伸出。雄花鳞片倒披针形，顶端具短尖，苍白色或苍白带淡褐色，背面中间绿色，长4.5-6毫米；雌花鳞片倒卵形，顶端截形，苍白色或淡褐色，背面中间绿色，1-3条脉，向顶端延伸成芒尖。果囊长于或近等长于鳞片，卵状椭圆形，钝三棱形，长约3毫米，淡黄绿色，具多条细脉，密被微柔毛，下部渐狭成短柄，上部渐狭成圆锥状的喙，喙口具2齿。小坚果紧包于果囊中，卵形，三棱形，长约1.5毫米，成熟时灰黑色，基部具短柄，顶端缢缩成环盘，柱头3个。花果期5-6月。

## 产地
- 日本。
- 中国辽宁省、河北省、山东省、安徽省。

## 生境
生于山坡林下，路边，海拔400-1350米。

## 扩展阅读
- 維基物種上的相關：线叶宿柱薹